# Саурово (Московская область)
Сау́рово — деревня в Московской области России. Входит в Павлово-Посадский городской округ.  Население — 193 чел. (2010).

## География
Деревня Саурово расположена в центральной части городского округа, примерно в 1,5 км к востоку от города Павловский Посад. Высота над уровнем моря 127 м. К северу от деревни протекает река Клязьма. Ближайшие населённые пункты — город Павловский Посад, деревни Демидово, Ковригино, Курово.

## Название
Название связано с некалендарным личным именем Саур.

## История
В 1926 году деревня являлась центром Сауровского сельсовета Павлово-Посадской волости Богородского уезда Московской губернии.
С 1929 года — населённый пункт в составе Павлово-Посадского района Орехово-Зуевского округа Московской области, с 1930-го, в связи с упразднением округа, — в составе Павлово-Посадского района Московской области.
До муниципальной реформы 2006 года Саурово входило в состав Улитинского сельского округа Павлово-Посадского района.
В деревне имеется храм Рождества Пресвятой Богородицы.
С 2004 до 2017 гг. деревня входила в Улитинское сельское поселение Павлово-Посадского муниципального района.

## Население
В 1926 году в деревне проживало 461 человек (209 мужчин, 252 женщины), насчитывалось 87 хозяйств, из которых 86 было крестьянских. По переписи 2002 года — 190 человек (92 мужчины, 98 женщин).
| 1926 | 2002 | 2006 | 2010 |
| ---- | ---- | ---- | ---- |
| 461  | ↘190 | ↘166 | ↗193 |